# ソカタ ラリー
SOCATA Rallye
ソカタ ラリー
MS.893 ラリー・コモドール 180
- 用途：練習機/ツーリング機
- 分類：軽飛行機
- 製造者：モラーヌ・ソルニエ、ソカタ
- 初飛行：1959年
- 生産数：3,300機

ソカタ ラリー シリーズ (SOCATA Rallye) は、1960年代から70年代にかけて、フランスの航空機メーカーSOCATA(ソカタ)によって製造、販売されていた軽飛行機シリーズである。
ソカタの前身企業であるモラーヌ・ソルニエ時代の1958年にMS.880 の形式名で開発され、1959年に初飛行、1961年に型式証明を取得し量産が開始された。派生機種は2人もしくは3人乗りの MS.880"ラリー" シリーズと、やや大型で4人乗りの MS.890"ラリー・コモドール" シリーズに大別され、1984年に生産終了するまでに総計約3,300機のラリーシリーズが生産された。
また、ポーランドの航空機メーカーPZLがラリーシリーズの派生機種をPZL-110 コリバー (Koliber, ハチドリの意)の名称でライセンス生産していた。

## 概要
1958年に、フランス政府の提示した要求仕様に応える形でモラーヌ・ソルニエ社が MS.880 ラリー・クラブ と名づけられた単発軽飛行機の開発に着手した。ラリーは同時期の他の軽飛行機に比べると、やや低速である代わりに安定性が高く、また構造がシンプルで価格も安いという特徴があった。またSTOL性にも優れており、北米市場の顧客にとっても魅力的なセールスポイントを持っていると見なされていた。
1959年6月10日に90hpのエンジンを搭載した試作機が初飛行し、1961年11月21日に量産モデルとしてMS.880B ラリー･クラブとエンジン強化型のMS.885 シュペルラリーが型式証明を取得した。
1962年11月19日にモラーヌ・ソルニエは破産状態となり、1963年1月からポテーズの管理下に置かれ「SEEMS」（Société d'Exploitation des Établissements Morane-Saulnier）という社名になったが、ポテーズ自体の経営状態も良くはなく、1965年にシュド・アビアシオンに統合された。この後、シュド・アビアシオンはラリーシリーズの生産を継続するため、SEEMSの民間機部門をSOCATA(ソカタ)として独立させ、ラリーシリーズは引き続きソカタブランドで生産される事となった。
1960年代後半、ソカタはラリーシリーズの発展拡大型として7人乗りの大型バージョンを開発し、1969年1月に試作機が初飛行に成功したが、この機種の市場が充分に存在しないと考えられ量産には至らなかった。この後、ソカタは4人乗りのMS.890 ラリー・コモドールシリーズを開発し、MS.880系と平行して量産が行われることになった。
また、1960年代後半にアメリカの航空家兼起業家アレクサンダー・バーガーが、破産したウェイコ・エアクラフトのブランド名を使用してヨーロッパ製の軽飛行機を北米で販売するベンチャー企業をペンシルベニア州ポッツタウンで立ち上げ、イタリアのSIAI-マルケッティ製の何機種かの軽飛行機の他、ソカタのラリー・コモドールをウェイコ MS.894 ミネルヴァの名で販売を開始した。しかし1971年にバーガーが死亡したことで、ミネルヴァとしての生産数は数機にとどまった。北米市場ではその後、ニューヨークを拠点とするBFAアビエーションがラリーシリーズの販売代理店となり、北米の顧客に販売されたラリーの最終組み立てなどを担当した。
1970年代半ばから、ソカタはラリーシリーズの後継とするべく、新型機"ソカタ TB"シリーズの開発を始め、1979年に最初の量産モデルの生産が始まった。これを受けてラリーの新規製造は段階的に縮小され、1984年12月に最後のラリーシリーズ新造機がロールアウトし、約3,300機の生産が終了した。
しかしながら、1970年代にラリーのライセンス生産権を購入したポーランドの航空機メーカーPZLは、1978年に初飛行したPZL-110 コリバーの量産を1980年代後半まで行い、更に独自の改良モデルの開発も行った。1994年にPZL コリバーが北米での型式証明を取得し、この機種の北米での販売が許可され、カドムス・コーポレーションが販売代理店となった。
ラリーシリーズはSTOL性に優れた低翼単発式の全金属製軽飛行機で、固定式の3点式着陸装置を持っているが、着陸装置に関節があり、短距離離着陸時の衝撃を吸収する構造になっているという特徴がある。また、低速での飛行安定性に優れ、大型の風防により操縦席、機内からの視界が良いという事も特徴で、これによりラリーシリーズは軍・政府機関・民間企業・民間の飛行クラブなど様々な組織で練習機として使用された他、観光用のツーリング機としても人気であった。

## 型式・派生型

### フランスでの生産型

#### 軽量型(MS.880系)
MS.880
2人乗り、90hpのコンチネンタルC90-14Fエンジン搭載のプロトタイプ、1機製造。
MS.880A
3人乗りでコックピットを大型化した試作機、1機製造。
MS.880B ラリー・クラブ
100hpのコンチネンタルO-200-Aエンジンを搭載した初期量産型、1,100機製造。
MS.881
105hpのポテーズ製エンジンを搭載、12機製造。
MS.883
115hpのライカミング製エンジンを搭載、77機製造。
MS.885 シュペルラリー
145hpのコンチネンタルO-300エンジンを搭載した初期量産型、212機製造。
MS.886
155hpのライカミング製エンジンを搭載、3機製造。
ラリー 100S スポール
2人乗りの練習機型、100hpのコンチネンタルO-200-Aエンジンを搭載、55機製造。
MS.880B ラリー 100T
MS.880Bのマイナーチェンジ型、3機製造。
ラリー 100ST
3または4人乗りバージョンのラリー 100T、45機製造。
ラリー 125
4人乗りバージョンのラリー 100T、125hpのライカミングO-235エンジン搭載。
ラリー 150T
4人乗りのラリー 100STをベースに尾翼大型化などの変更、150hpのライカミングO-320-E2Aエンジン搭載、25機製造。
ラリー 150ST
ラリー 150Tのマイナーチェンジ型、66機製造。ウェイコ・エアクラフトにより米国でも販売された。
ソカタ 110ST ガロピン
ラリー 100STの発展型で155hpのライカミングO-320-L2Aエンジン搭載、76機製造。
ソカタ 150SV ガーナメント
ラリー 150STの発展型で155hpのライカミングO-320-D2Aエンジン搭載、5機製造。
ソカタ 180T ガレリアン
ラリー 150Tの発展型で180hpのライカミングO-360-A3Aエンジン搭載、5機製造 。ウェイコ・エアクラフトにより米国でも販売された。

#### 重量型(MS.890系)
MS.890 ラリー・コモドール
4人乗りの大型バージョンの初期モデル、145hpのコンチネンタル製エンジン搭載、8機製造。
MS.892 ラリー・コモドール 150
MS.890のエンジンを150hpのライカミングO-320系に換装したもの。
MS.893 ラリー・コモドール 180
MS.890のエンジンを180hpのライカミングO-360系に換装したもの。
MS.894 ラリー・ミネルヴァ
220hpのフランクリン6A-350エンジンを搭載、北米でウェイコ MS.894 ミネルヴァとしてライセンス生産もされた。211機製造。
ラリー 235
235hpのライカミングO-540エンジン搭載、後に"ソカタ 235 ガビエ"の機種名となった。
ソカタ 235CA ガウチョ
ラリー 235をベースに薬剤散布装備などを追加した農業向け機種、9機製造。
ソカタ R235 ゲリエ
ラリー 235の軍向け仕様。ガンポッド、ロケットランチャー、無誘導爆弾を装備してCOIN機として使用可能。
ソカタ ST.60 ラリー 7
7人乗りの試作機、300hpのライカミングIO-540-Kエンジン搭載、2機製造。MS.890以前に試作されたモデルである。

### アメリカ合衆国での生産型
ウェイコ MS.894 ミネルヴァ
MS.894 ラリー・ミネルヴァの北米生産型。北米でのライセンス生産は3機のみとされている。

### ポーランドでの生産型
PZL-110 コリバー
ラリー 100STをベースに116hpのフランクリン4A-235エンジンを搭載、PZLで32機製造。
PZL-110 コリバー 150
150hpのライカミングO-320系エンジンに換装したもの。
PZL-110 コリバー 160
160hpのライカミングO-320系エンジンに換装したもの。
PZL-111 コリバー 235
235hpのライカミングO-520系エンジンに換装したもの。